# Col de Font de Cère
Der Col de Font de Cère ist ein 1290 Meter hoher Gebirgspass im französischen Zentralmassiv. Er befindet sich in der Region Auvergne-Rhône-Alpes im Département Cantal und liegt in den Monts du Cantal südöstlich des Puy Mary (1783 m). Der Pass bildet eine alternative Möglichkeit zum Col de Cère um den 1515 Meter langen Tunnel du Lioran zu meiden, der für Radfahrer und Fußgänger gesperrt ist. Die enge Nebenstraße des Col de Font de Cère verbindet die Gemeinde Saint-Jacques-des-Blats im Südwesten mit Laveissière im Nordosten.

## Auffahrten
Die Südwest-Auffahrt von Saint-Jacques-des-Blats ist 6,3 Kilometer lang und weist eine durchschnittliche Steigung von 4,7 % auf. Die Strecke verläuft zunächst auf der breiten N122, ehe man vor dem Tunnel du Lioran Links auf die etwas schmalere D67 abbiegt. In diesem Abschnitt nehmen die Steigungsprozente etwas zu. Kurz bevor der Pass des Col de Cère erreicht wird, biegt man erneut Links auf eine schmale Straße ab, ehe man 700 Meter später die Passhöhe des Col de Font de Cère erreicht. Auf den letzten 3,3 Kilometern, die auf der D67 und der Nebenstraße verlaufen, liegt die Durchschnittsteigung bei 5,8 %.
Die Nordost-Auffahrt beginnt in Laveissière an der Kreuzung der N122 und D439. Sie ist insgesamt 6,5 Kilometer lang und weist eine durchschnittliche Steigung von 5 % auf. Nach 4,2 Kilometern auf der N122 erreicht man in Le Lioran einen Kreisverkehr, bei dem man rechts auf die D67 abbiegt. Diese verlässt man wenig später und folgt auf den letzten 1800 Metern einer schmalen Nebenstraße, die über drei Kehren auf die Passhöhe führt. Im oberen, kurvigen Abschnitt werden mit rund 6 % die höchsten Steigungsprozente erreicht.

## Radsport
Nachdem die Tour de France den Col de Cère bereits im Jahr 2011 passiert hatte, stand im Jahr 2016 auf der 11. Etappe erstmals der Col de Font de Cère auf dem Programm. Die Steigung wurde damals 2,5 Kilometer vor dem Ziel in Le Lioran passiert und galt als Bergwertung der 3. Kategorie. Mit Greg Van Avermaet führte ein Belgier als erster Fahrer über den Pass.
Bei der Tour de France 2024 wurde der Col de Font de Cère im Finale der 11. Etappe passiert. Wie bereits im Jahr 2016 wurde er kurz vor dem Ziel überquert, das sich in Le Lioran befand. Der Däne Jonas Vingegaard führte über die Passhöhe und gewann im Anschluss den Zielsprint im Duell mit Tadej Pogačar. Dahinter folgten Remco Evenepoel und Primož Roglič mit einem Abstand von rund 25 Sekunden, wobei Letzterer in der Abfahrt zu Sturz kam.
| Jahr | Etappe     | Bergwertung  | Fahrer            | Auffahrt |
| ---- | ---------- | ------------ | ----------------- | -------- |
| 2016 | 05. Etappe | 3. Kategorie | Greg Van Avermaet | Südwest  |
| 2024 | 11. Etappe | 3. Kategorie | Jonas Vingegaard  | Südwest  |